# Svalbarðseyri
Svalbarðseyri is een plaats in het noorden van IJsland in de regio Norðurland eystra met 211 inwoners en behoort tot de gemeente Svalbarðsstrandarhreppur. Svalbarðseyri is gelegen aan het Eyjafjörður fjord en ligt ongeveer tegenover Akureyri. 